# Хор (інструментознавство)
Хор (нім. Saitenchor, англ. course, string course, фр. choeur, rang, ordre, італ. coro) в інструментознавстві — група струн, настроєних в унісон або (рідше) в октаву, на органі — група труб мікстури, керована однією клавішею. Нормативна кількість струн в хорі — дві або три.
Подвоєння або потроєння струни надає інструментальному звуку об'єм — за рахунок биття, що виникають від неідеального унісону (на професійному жаргоні цей звуковий ефект називається «розливом»). Крім того, подвоєння та потроєння струн розширює динамічний діапазон інструменту (завдяки можливості гучнішого звучання).

## Струнні щипкові інструменти

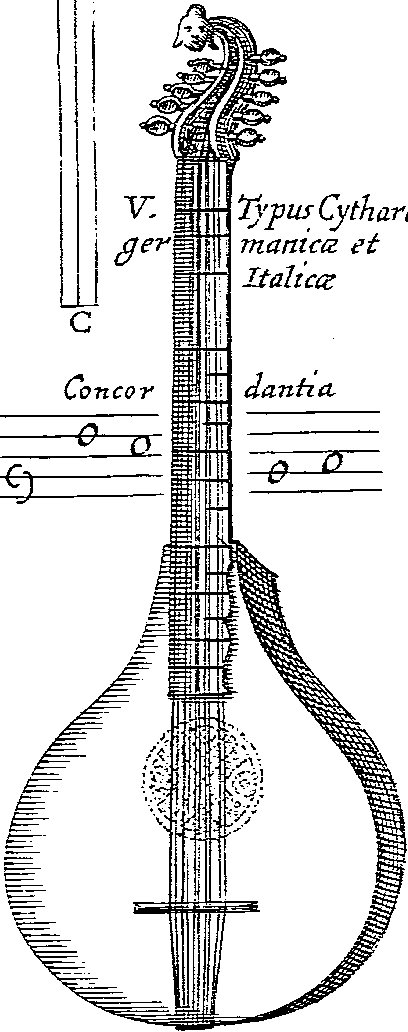
10-струнна циcтра з п'ятьма хорами. Гравюра з трактату Афанасія Кирхера «Універсальна музургія»

Хорами оснащені багато струнні щипкові інструменти — як традиційні (так звані «народні»), так і сучасні: віуела, лютня, цистра (та її різновиди — (англійська гітара, португальська гітара), уд, саз, мандоліна, бузукі та деякі гітари (12-струнна, барокова і ін.). Щоб вказати на різне (унісонне чи октавне) співвідношення струн в хорі застосовують подвійні букви зі штрихами, наприклад, лад 12-струнної гітари позначають так: Ee Aa dd' gg' h'h' e'e'. Такий запис означає, що чотири її нижні струни в октавному хорі, а хор двох верхніх унісонний.

## Клавішні інструменти

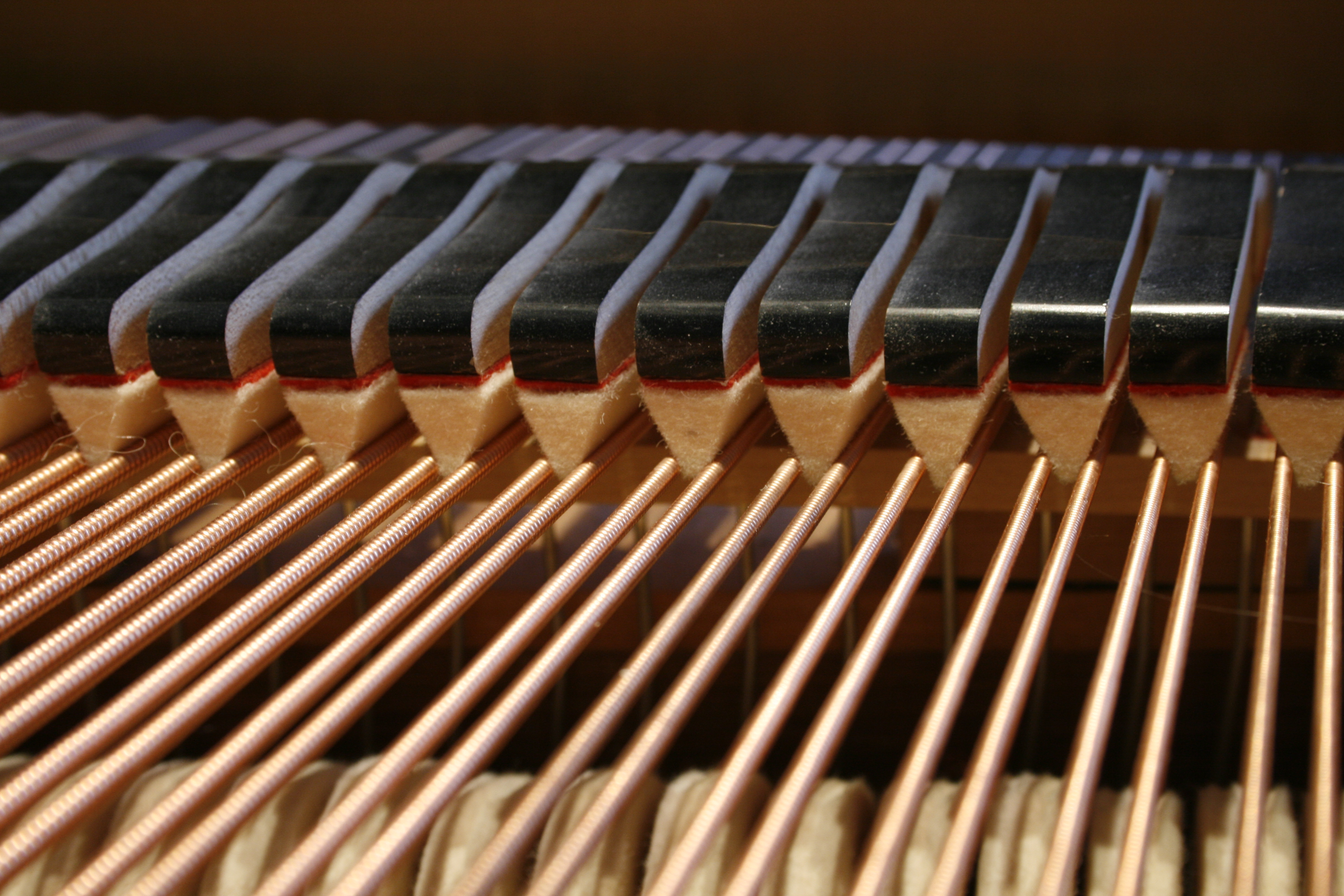
Парні хори струн на фортепіано

Струнний хор — неодмінний конструктивний елемент всіх сучасних та старовинних фортепіано. Тільки звуки басового регістра оснащені однією струною; для звуків середнього та високого регістру використовуються подвійні та потрійні хори. Хори також використовуються і на інших клавішних інструментах, оснащених струнами (клавесин, клавікорд та їхні численні історичні різновиди).